# Classic Lorient Agglomération 2022
De 24e editie van de Bretonse eendagswedstrijd Classic Lorient Agglomération werd verreden op zaterdag 27 augustus 2022, een dag voor de mannenwedstrijd. De editie voor de vrouwen veranderde de naam naar Classic Lorient Agglomération.
De wedstrijd behoort tot de UCI Women's World Tour 2022. De vorige editie werd gewonnen door de Italiaanse Elisa Longo Borghini. Zij werd opgevolgd door de Spaanse Mavi García die de Nederlandse Amber Kraak wist te verslaan.

## Deelnemende ploegen
Dertien van de veertien World Tour teams namen deel; enkel Uno-X was afwezig. Deze werden aangevuld met elf continentale ploegen, met name uit Frankrijk.
| UCI World Tour teams                                                                                            | UCI World Tour teams                                                                        | UCI Continental teams                                          | UCI Continental teams |
| --- | ------------------------------------------------------------------------------------------- | -------------------------------------------------------------- | --- |
| BikeExchange Jayco Canyon-SRAM DSM EF Education-TIBCO-SVB FDJ-Suez-Futuroscope Human Powered Health Jumbo-Visma | Liv Racing Xstra Movistar Roland Cogeas Edelweiss Squad SD Worx Trek-Segafredo UAE Team ADQ | Arkéa Ceratizit-WNT Cofidis IBCT InstaFund Racing Le Col-Wahoo | Emotional.fr-Tornatech-GSC Blagnac VS31 Parkhotel Valkenburg Stade Rochelais Charente-Maritime Saint Michel-Mavic-Auber 93 Valcar-Travel & Service |

## Uitslag
| Plaats  | Naam                | Ploeg                         | Tijd     |
| ------- | ------------------- | ----------------------------- | -------- |
| Winnaar | Mavi García         | UAE Team ADQ                  | 4u02'16" |
| 2       | Amber Kraak         | Jumbo-Visma                   | z.t.     |
| 3       | Grace Brown         | FDJ-Suez-Futuroscope          | + 5"     |
| 4       | Ilaria Sanguineti   | Valcar-Travel & Service       | z.t.     |
| 5       | Gladys Verhulst     | Le Col-Wahoo                  | z.t.     |
| 6       | Elise Chabbey       | Canyon-SRAM                   | z.t.     |
| 7       | Tamara Dronova      | Roland Cogeas Edelweiss Squad | z.t.     |
| 8       | Blanka Kata Vas     | SD Worx                       | z.t.     |
| 9       | Juliette Labous     | DSM                           | + 8"     |
| 10      | Audrey Cordon-Ragot | Trek-Segafredo                | + 11"    |
|         |                     |                               |          |
| 29      | Jesse Vandenbulcke  | Le Col-Wahoo                  | + 3'17"  |

Bretagne Classic: 1931 · 1932 · 1933 · 1934 · 1935 · 1936 · 1937 · 1938 · 1939 - 1944 · 1945 · 1946 · 1947 · 1948 · 1949 · 1950 · 1951 · 1952 · 1953 · 1954 · 1955 · 1956 · 1957 · 1958 · 1959 · 1960 · 1961 · 1962 · 1963 · 1964 · 1965 · 1966 · 1967 · 1968 · 1969 · 1970 · 1971 · 1972 · 1973 · 1974 · 1975 · 1976 · 1977 · 1978 · 1979 · 1980 · 1981 · 1982 · 1983 · 1984 · 1985 · 1986 · 1987 · 1988 · 1989 · 1990 · 1991 · 1992 · 1993 · 1994 · 1995 · 1996 · 1997 · 1998 · 1999 · 2000 · 2001 · 2002 · 2003 · 2004 · 2005 · 2006 · 2007 · 2008 · 2009 · 2010 · 2011 · 2012 · 2013 · 2014 · 2015 · 2016 · 2017 · 2018 · 2019 · 2020 · 2021 · 2022 · 2023 · 2024
Classic Lorient Agglomération: 1999 · 2000 · 2001 · 2002 · 2003 · 2004 · 2005 · 2006 · 2007 · 2008 · 2009 · 2010 · 2011 · 2012 · 2013 · 2014 · 2015 · 2016 · 2017 · 2018 · 2019 · 2020 · 2021 · 2022 · 2023 · 2024
Strade Bianche ·
Ronde van Drenthe ·
Trofeo Alfredo Binda-Comune di Cittiglio ·
Brugge-De Panne ·
Gent-Wevelgem ·
Ronde van Vlaanderen ·
Amstel Gold Race ·
Parijs-Roubaix ·
Waalse Pijl ·
Luik-Bastenaken-Luik ·
Itzulia Women ·
Ronde van Burgos ·
RideLondon Classic ·
The Women's Tour · 
Giro Donne · 
Tour de France Femmes ·
Postnord Vårgårda WestSweden · 
Ronde van Scandinavië ·
GP de Plouay-Bretagne ·
Simac Ladies Tour ·
Ceratizit Challenge by La Vuelta · 
Ronde van Romandië
Afgelaste wedstrijden: Cadel Evans Great Ocean Road Race · 
Tour of Chongming Island · 
Ronde van Guangxi